# István Sztáni
István Sztáni (Hongaarse uitspraak: [ˈiʃtvaːn ˈstani], Ózd, 19 maart 1937) is een Hongaarse voetbaltrainer en een voormalige speler die speelde als aanvaller.

## Loopbaan
Sztáni verruilde Hongarije voor Eintracht Frankfurt en werd daar een jaar geschorst door de FIFA. Met Eintracht won hij in 1959 uiteindelijk toch het Duitse kampioenschap, waarna hij op een transfer aandrong. Aan het einde van dat seizoen vertrok hij naar het Belgische Standard Luik, waar hij tot 1965 bleef, waarna hij terugkeerde naar Frankfurt. In zijn tweede periode speelde hij 21 Bundesligawedstrijden voor Eintracht.
In het seizoen 1975-76 was Sztáni manager bij VfB Stuttgart in de 2. Bundesliga Süd, maar werd op 31 maart 1976 ontslagen toen de geplande promotie naar de Bundesliga vrijwel onhaalbaar leek.
Na deze periode was Sztáni trainer van een aantal andere Duitse clubs uit de tweede divisie.